# Amalberga von Maubeuge

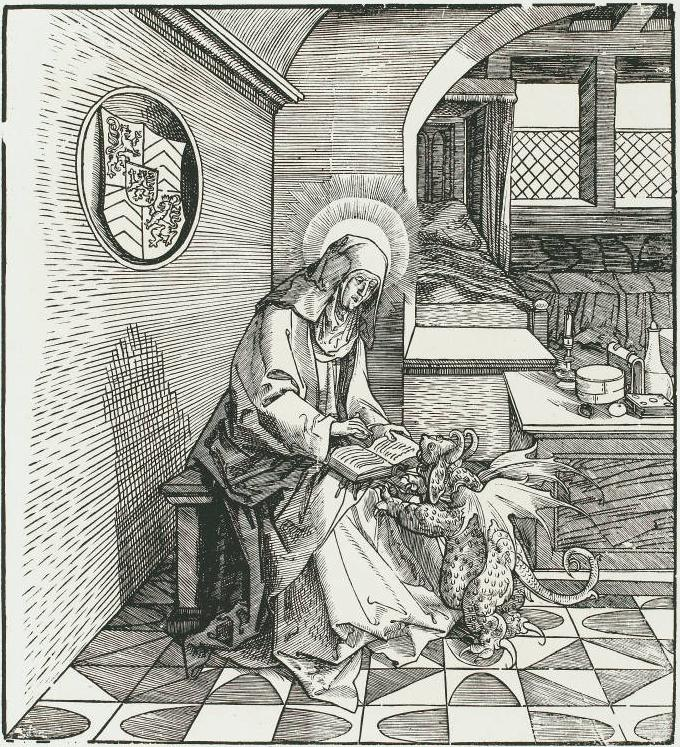
Amalberga von Maubeuge

Amalberga von Maubeuge (auch: Amalberga von Binche, Amalberga von Lobbes, Amalberge oder Amelia; * um 600; † um 690) war Herzogin von Lothringen und später eine heilige Nonne.
Sie ist nicht zu verwechseln mit Amalberga von Gent oder mit Amalberga von Susteren.

## Leben und Familie
Amalberga von Maubeuge war verheiratet mit Witgerus, Herzog von Lothringen und Gaugraf von Brabant (wahrscheinlich fiktive Figur, inspiriert auf Pfalzgraf Wigerich). Witger wurde später Mönch, Amalberga zusammen mit den beiden Töchtern Nonne im Benediktinerinnenkloster Maubeuge. Auch ihre Kinder Gudila/Gudula von Moorsel-Brüssel-Eibingen, Reineldis/Reinelda von Saintes und Emebertus  (Ablebertus) von Cambrai, Bischof von Cambrai-Arras († Anfang des 8. Jhd.) werden als heilig verehrt. Gudula wiederum gilt als Patenkind der hl. Gertrud von Nivelles, der Tochter Pippins des Älteren.

## Gedenken
Amalbergas Gebeine wurden später in die Abtei Lobbes im Hennegau überführt. Ihr Gedenktag ist der 10. Juli.

## Hagiografie
- Vita sanctae Amalbergae viduae (11. Jh.)